# BPL长波授时台
BPL长波授时台是中华人民共和国的国家长波授时無線電台，位于陕西省渭南市蒲城县，与同处该地的BPM短波授时台同时隶属于中国科学院国家授时中心（原陕西天文台）。

## 简介
BPL从1978年开始小功率发播，1983年起大功率发播。BPL使用专门用于时频传递的罗兰-C体制，在100kHz上发播。初期每天开机10小时，发播8小时，每天发播时间为北京时间13:30-21:30；2008年，BPL长波授时系统现代化改造竣工，并开始24小时连续发播。

## 另見
- 商丘低频时码发播台（BPC）